# Trois anneaux des Elfes
Les trois anneaux des Elfes, aussi appelés les trois anneaux elfiques ou les Trois, sont des anneaux magiques présents dans le légendaire (legendarium) de l'écrivain britannique J. R. R. Tolkien.
Il s'agit des trois anneaux de pouvoir possédés par la race des Elfes de la Terre du milieu. Ces anneaux sont :
- Narya, l'Anneau de feu, porté tout d'abord par Círdan puis donné à Gandalf ;
- Nenya, l'Anneau de l'eau, porté par la princesse Galadriel ;
- Vilya, l'Anneau de l'air, porté tout d'abord par le roi Gil-galad puis donné à Elrond le semi-elfe.

Les anneaux furent forgés en Eregion, une région de la Terre du milieu, par l'Elfe Celebrimbor pendant le Second Âge de la Terre du milieu.

## Historique fictionnel
Les Trois anneaux des Elfes, bien qu'ils aient été forgés grâce aux connaissances acquises auprès du Maia Sauron, ne furent pas créés par lui, mais par l'Elfe Celebrimbor en Eregion pendant le Second Âge de la Terre du milieu ; bien qu'il les désirât, Sauron ne les toucha jamais.
Celebrimbor conçut les anneaux avec son propre art, ainsi qu'avec la science qu'il acquit en travaillant de concert avec les autres orfèvres du Gwaith-i-Mírdain (conseillés par Sauron) sur les Neuf anneaux des Hommes et les Sept anneaux des Nains.
Celebrimbor créa les « Trois » après le départ de Sauron pour le Mordor, quand ce dernier forgea en secret l'Anneau unique dans la crevasse volcanique du mont Orodruin, voulant avec l'Unique contrôler les porteurs des Grands anneaux de pouvoir (Les Sept et les Neuf, et donc les Trois).
Au départ, Sauron n'a pas d'influence directe sur les porteurs des « Trois », sauf quand il porte l'Unique.
Les Elfes, des êtres immortels et les « premiers-nés » d'Arda, avaient le souvenir de la disparition (durant les guerres du Premier Âge contre Morgoth) de beaucoup de beautés de la Terre du milieu, telles les grandes cités de la région du Beleriand, maintenant englouties sous la mer. Les Trois furent créés dans le but de maintenir et conserver le souvenir de ces temps anciens en Terre du milieu, et pour créer des œuvres au goût des Elfes.
Quand il forgea l'Anneau unique, Sauron mit une grande partie de son pouvoir personnel (en tant que Maia) dans celui-ci, afin de donner à l'anneau le pouvoir de contrôler en pensée les porteurs des autres Grands anneaux de pouvoir, même les Trois qu'il n'avait pas conçus ou touchés. Mais Celebrimbor s'en rendit compte et retira les anneaux, puis les cacha.
Les Trois furent l'une des causes principales du déclenchement de la guerre entre Sauron et les Elfes, où à la fin Celebrimbor fut tué. Ce dernier réussit cependant à donner les anneaux à d'autres porteurs secrets. L'histoire des Trois se divisa à partir de ce moment, et bien peu connaîtront l'identité au fil des ans des différents porteurs des Grands anneaux des Elfes.
À la fin du Second Âge, après le Siège du Mordor par le roi Elendil de Gondor et le roi elfe Gil-galad (dans la guerre de la Dernière Alliance), Sauron est vaincu et son Anneau unique lui est pris (par Isildur), mais par la suite perdu ; à cette époque, les porteurs des Trois peuvent utiliser librement leur anneau.
À la fin du Troisième Âge (relatée dans Le Seigneur des anneaux), l'Anneau unique est détruit par Frodon ; les trois anneaux elfiques perdent alors tous leurs pouvoirs. Par voie de conséquence, les havres de paix qu'ils protégeaient (à Fondcombe et dans la forêt de Lothlórien), sont replacés dans le cours du temps, perdant leur caractère merveilleux. Le temps des Elfes en Terre du milieu vient alors à son terme, et les derniers seigneurs Noldor partent bientôt pour se rendre dans l'Ouest, au-delà de la mer, emportant les Trois avec eux.

## Descriptions et pouvoirs

### Narya
Narya, aussi appelé l’Anneau de rubis (« Red Ring » en VO), l’Anneau de feu (« Ring of Fire »), Narya le Grand (« Narya the Great ») et « The Kindler » est un anneau d'or serti d'un rubis.
Son nom provient du quenya nar, ce qui signifie « feu ».
D'après les Contes et Légendes inachevés, au début de la guerre entre les Elfes et Sauron, Celebrimbor donna Narya et Vilya à Gil-galad, le Haut-Roi des Elfes de race Noldor. Gil-galad confia Narya à son lieutenant qui le garda après la mort de Gil-galad.
D'après Le Seigneur des anneaux, Gil-galad reçut uniquement Vilya tandis que Círdan recevait Narya. Vers l'année 1500 du Troisième Âge, Círdan, reconnaissant Mithrandir (Gandalf) comme l'un des Maiar du royaume béni de Valinor, lui donna l'anneau pour l'aider dans sa tâche en Terre du milieu. Cet anneau avait le pouvoir d'inspirer les gens à résister à la tyrannie, à la domination et au désespoir (en d'autres termes, susciter de l'espoir chez les autres autour du porteur), en plus de donner de la résistance à la fatigue et la lassitude liée au temps qui passe. Avec lui, Gandalf est vu lancer des traits de lumière blanche contre les Nazgûls.

### Nenya
Nenya, aussi appelé l’Anneau de diamant (« Ring of Adamant »), l’Anneau de l'eau (« Ring of Water ») ou l'Anneau blanc (« White Ring ») est un anneau de mithril serti d'une pierre blanche.
Son nom provient du quenya nén, ce qui signifie « eau » et de nenya qui signifie « mouillé ».
L'Anneau était gardé par Galadriel de la lignée royale des Ñoldor en Lórien, et possédait un éclat égalant celui des étoiles.
Le pouvoir de Nenya était la protection contre le mal. Il était dit que, tant que la Lórien serait protégée par Nenya, elle ne pourrait tomber que si Sauron en personne venait l'attaquer. Galadriel se servit de ses pouvoirs pour créer et entretenir la Lórien, mais l'anneau augmentait également en elle la nostalgie de la mer, et le désir de retourner aux Terres Immortelles dans l'ouest. 
Après la destruction de l'anneau Unique, le pouvoir de Nenya diminua avec ceux des autres anneaux de pouvoir. Galadriel emporta l'anneau avec elle quand elle prit un navire des Havres Gris en direction de l'ouest, accompagnée par les deux autres Grands anneaux elfiques et de leurs porteurs. Une fois l'anneau parti, la magie et la beauté de la Lórien diminuèrent et la forêt se dépeupla lentement. Lorsqu'Arwen mourut en l'an 121 du Quatrième Âge, la Lórien était devenue déserte et en ruines.

### Vilya
Vilya, aussi appelé l’Anneau de saphir (« Blue Ring » en VO), l’Anneau de l'air (« Ring of Air ») et l'Anneau du firmament (« Ring of Firmament ») est un anneau d'or serti d'une pierre bleue. 
Son nom provient du quenya vilya, ce qui signifie « air » et « ciel ».
Quand Sauron dévasta l'Eregion, Vilya fut envoyé au Roi-Elfe Gil-galad loin en Lindon, où il fut ensuite donné à Elrond, qui le porta à partir de la fin du Second Âge et tout le Tiers Âge. Comme Gil-galad était le haut-Roi des Noldor au temps de la distribution des Trois, on pensa qu'il était préférable que le plus puissant des Trois lui revînt.
Vilya était le plus puissant des trois. Son pouvoir exact n'est pas connu, mais l'on peut avancer qu'il possédait le pouvoir de guérir et de préserver. Il y a aussi l'hypothèse que cet anneau permettait de contrôler des éléments mineurs : c'est ainsi qu'Elrond aurait déchainé un torrent d'eau contre les Nazgûl en manipulant la rivière entourant la vallée de Fondcombe. Dans la section « Les Anneaux de pouvoir », dernier chapitre du Silmarillion, on apprend que les étoiles brillaient au-dessus d'Imladris (Fondcombe) comme nulle part ailleurs, signe de la présence de Vilya et de son pouvoir.
Lors de la destruction de Sauron à la fin du Troisième Âge, le pouvoir de Vilya s'affaiblit , il fut ensuite emmené par Elrond dans l'ouest, par delà les mers.

## Adaptations
Les trois anneaux elfiques apparaissent dans les trilogies Le Hobbit et Le Seigneur des Anneaux de Peter Jackson. On peut les voir au doigt de Gandalf, Elrond et Galadriel. Le prologue de La Communauté de l'Anneau les présente au moment où ils furent forgés. La version longue du même film montre Galadriel présentant son anneau, Nenya, à Frodon.
Les trois anneaux elfiques sont également présents dans la série Le Seigneur des anneaux : Les Anneaux de pouvoir. Le huitième et dernier épisode de la saison 1 s'achève sur le forgeage des anneaux et leur présentation par Celebrimbor à Galadriel et Elrond. Dans la saison 2, Galadriel révèle l'identité d'Halbrand (Sauron) au Haut Roi Gil-Galad et à son héraut, Elrond, convainquant Gil-Galad qu'ils doivent utiliser les anneaux pour restaurer le pouvoir déclinant des Elfes en préparation d'une guerre contre Sauron. Elrond s'y oppose, craignant que Sauron ne les manipule, et s'échappe avec les anneaux. Il apporte les anneaux à Círdan, l'elfe le plus ancien et le plus sage de la Terre du Milieu, qui accepte de les jeter dans un grand gouffre de l'océan. Cependant, Círdan voit accidentellement les anneaux et finit par en enfiler un. Alors que Gil-galad déclare aux elfes qu'ils doivent abandonner la Terre du Milieu à son sort, il est interrompu par l'arrivée de Círdan. Galadriel et Gil-galad mettent les deux autres anneaux et le pouvoir fané des elfes est restauré.